# Der Deutsche Volkswirt
Der deutsche Volkswirt war eine von Gustav Stolper gegründete, in Berlin erscheinende wirtschaftspolitische Zeitschrift.
1926 gründete Gustav Stolper das Blatt „Der deutsche Volkswirt. Zeitschrift für Politik u. Wirtschaft“  als Ableger der bereits traditionsreichen Zeitschrift „Der Österreichische Volkswirt“ und machte es für sechs Jahre zu einer der profilierten Wirtschaftspublikationen der Weimarer Republik.
Die Zeitschrift wurde 1933 „gleichgeschaltet“. Von Mai 1943 bis Kriegsende 1945 erschien sie in „Kriegsgemeinschaft“ mit dem  Wirtschaftsdienst als Zeitschrift „Die deutsche Volkswirtschaft“.

## Weblink
- Zu Stolper und seinem Kreis